# Mordechaj Chajim Stern
Mordechaj Chajim Stern (hebrejsky מרדכי-חיים שטרן‎, žil 16. října 1914 – 21. února 1975) byl izraelský politik a poslanec Knesetu za stranu Gachal.

## Biografie
Narodil se ve Vídni, v tehdejším Rakousku-Uhersku (dnes Rakousko). Studoval lékařství na Vídeňské univerzitě, ale studium nedokončil. Studoval pak účetnictví. V roce 1934 přesídlil do dnešního Izraele. Angažoval se v přesunu židovských investic z nacistického Německa. Zasedal ve vedení banky Anglo-Palestine Bank. Byl daňovým inspektorem pro mandátní úřady. V letech 1957–1970 byl ředitelem stavební společnosti Rassco.

## Politická dráha
Ve 40. letech 20. století patřil mezi zakladatele politické strany Alija chadaša. Později se angažoval v Progresivní straně. Zasedal v městské samosprávě v Tel Avivu. V izraelském parlamentu zasedl po volbách v roce 1965, do nichž šel za stranu Gachal. Byl členem výboru pro ekonomické záležitosti. Ve volbách v roce 1969 poslanecký mandát neobhájil.